# Bużumbura
Bużumbura (fr. Bujumbura) – miasto w Burundi, do 23 grudnia 2018 również jego stolica (obecnie siedziba władz), główny port położony na północno-wschodnim rogu jeziora Tanganika. Według danych szacunkowych z 2020 roku liczy ponad 1 mln mieszkańców i jest największą aglomeracją, centrum administracyjnym, komunikacyjnym i ekonomicznym Burundi. Na północ od miasta znajduje się międzynarodowy port lotniczy Bużumbura. Sieć dróg łączy Bużumburę z miastami Bukavu i Goma w Demokratycznej Republice Konga oraz z Kigali w Rwandzie.

## Historia
Bużumbura rozrosła się z małej wioski po tym, kiedy stała się posterunkiem wojskowym w Niemieckiej Afryce Wschodniej w 1889. W okresie belgijskiej władzy kolonialnej była ośrodkiem administracyjnym terytorium Ruanda-Urundi. W 1962 roku została stolicą niepodległego Burundi, którą pozostawała do 2018 roku. Nazwa miasta zmieniła się z Usumbura na Bużumbura, kiedy Burundi zdobyło niepodległość w 1962. 

## Gospodarka
Produkuje się tu cement, mydło i tekstylia. Bużumbura jest także głównym portem Burundi a statkami eksportuje się kawę, skóry i rudę cyny.

## Edukacja
W mieście znajduje się Université du Burundi.

## Turystyka
Inne atrakcje to, na przykład, trzy muzea oraz Centrum Kultury Islamskiej.